# Gyrineum lacunatum
Gyrineum lacunatum is een slakkensoort uit de familie van de Cymatiidae. De wetenschappelijke naam van de soort werd voor het eerst geldig gepubliceerd in 1845 door Mighels als Triton lacunatum.